# Monsures
Monsures és un municipi francès situat al departament del Somme i a la regió dels Alts de França. L'any 2007 tenia 239 habitants.

## Demografia

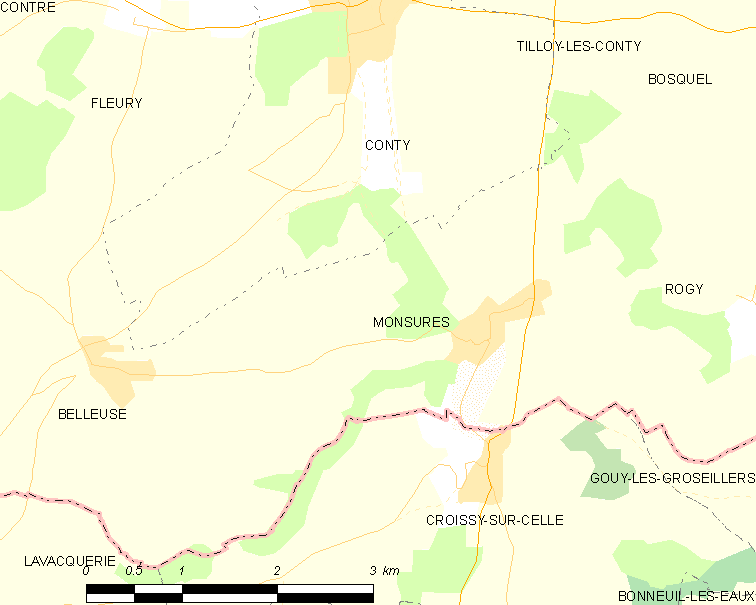
mapa del municipi

### Població
El 2007 la població de fet de Monsures era de 239 persones. Hi havia 84 famílies de les quals 12 eren unipersonals (4 homes vivint sols i 8 dones vivint soles), 20 parelles sense fills, 36 parelles amb fills i 16 famílies monoparentals amb fills.
La població ha evolucionat segons el següent gràfic:
Habitants censats

### Habitatges
El 2007 hi havia 92 habitatges, 86 eren l'habitatge principal de la família, 5 eren segones residències i 1 estava desocupat. 90 eren cases i 1 era un apartament. Dels 86 habitatges principals, 60 estaven ocupats pels seus propietaris, 23 estaven llogats i ocupats pels llogaters i 3 estaven cedits a títol gratuït; 2 tenien una cambra, 7 en tenien dues, 13 en tenien tres, 18 en tenien quatre i 46 en tenien cinc o més. 72 habitatges disposaven pel capbaix d'una plaça de pàrquing. A 30 habitatges hi havia un automòbil i a 47 n'hi havia dos o més.

### Piràmide de població
La piràmide de població per edats i sexe el 2009 era:
| Homes | Edats   | Dones |
| ----- | ------- | ----- |
| 0     | 95 o +  | 0     |
| 0     | 90 a 94 | 0     |
| 0     | 85 a 89 | 0     |
| 0     | 80 a 84 | 0     |
| 4     | 75 a 79 | 4     |
| 4     | 70 a 74 | 8     |
| 4     | 65 a 69 | 8     |
| 4     | 60 a 64 | 4     |
| 0     | 55 a 59 | 0     |
| 4     | 50 a 54 | 4     |
| 12    | 45 a 49 | 0     |
| 16    | 40 a 44 | 12    |
| 8     | 35 a 39 | 16    |
| 8     | 30 a 34 | 4     |
| 12    | 25 a 29 | 8     |
| 8     | 20 a 24 | 8     |
| 8     | 15 a 19 | 4     |
| 12    | 10 a 14 | 4     |
| 4     | 5 a 9   | 4     |
| 4     | 0 a 4   | 8     |

## Economia
El 2007 la població en edat de treballar era de 160 persones, 102 eren actives i 58 eren inactives. De les 102 persones actives 98 estaven ocupades (62 homes i 36 dones) i 4 estaven aturades (2 homes i 2 dones). De les 58 persones inactives 18 estaven jubilades, 18 estaven estudiant i 22 estaven classificades com a «altres inactius».

### Ingressos
El 2009 a Monsures hi havia 86 unitats fiscals que integraven 235,5 persones, la mediana anual d'ingressos fiscals per persona era de 16.109 €.

### Activitats econòmiques
Dels 6 establiments que hi havia el 2007, 1 era d'una empresa alimentària, 1 d'una empresa de construcció, 1 d'una empresa de comerç i reparació d'automòbils, 1 d'una empresa de transport, 1 d'una entitat de l'administració pública i 1 d'una empresa classificada com a «altres activitats de serveis».
L'únic servei als particulars que hi havia el 2009 era un electricista.
L'any 2000 a Monsures hi havia 9 explotacions agrícoles que ocupaven un total de 575 hectàrees.

## Poblacions més properes
El següent diagrama mostra les poblacions més properes.